# 町永三郎
町永 三郎（まちなが さぶろう、1884年10月13日 - 1966年9月1日）は、日本の実業家。神戸製鋼所社長と尼崎製鉄社長を務めた。

## 経歴・人物
新潟県出身。1913年に大阪高等工業学校機械部機械科を卒業し、神戸製鋼所に入社した。1944年に取締役に就任し、1946年に公職追放を受けた浅田長平に代わり、社長に就任した。浅田長平が復帰した1952年を機に副社長に就任し、1955年には尼崎製鋼所社長も兼任し、1958年に尼崎製鉄社長に就任した。
1965年11月には勲三等旭日中綬章を受章した。
1966年9月1日敗血症のために死去。81歳没。